# Prva savezna liga Jugoslavije u nogometu 1990./91.
Prvenstvo Jugoslavije u nogometu za sezonu 1990./91. bilo je šezdeset i drugo po redu najviše nogometno natjecanje u Jugoslaviji, četrdeset i peto poslijeratno, koje je započelo 4. kolovoza 1990. i završilo 16. lipnja 1991.

Prvak je postao srbijanski klub, FK Crvena zvezda, koji je osvojio svoj osamnaesti naslov, drugi uzastopni.

Najbolji strijelac bio je Darko Pančev iz Crvene zvezde s 34 golova.
Dana 29. svibnja 1991. Crvena zvezda je osvojila Kup prvaka, jedina jugoslavenska momčad kojoj je to pošlo za rukom.
Ovo je ujedno i posljednja sezona u kojoj su sudjelovale ekipe iz SR Slovenije i SR Hrvatske. Te su republike proglasile svoju neovisnost 1991. godine i odvojile se od Jugoslavije. Ubrzo potom formirana su prvenstva Slovenije (1. SNL) i Hrvatske (1. HNL) u nogometu.
Ukupan broj gledatelja bio je 1.006.610.

## Sustav natjecanja
Igralo se u dvije faze. Momčadi su međusobno igrale dvokružni ligaški sustav. Igrala se po jedna utakmica na domaćem i gostujućem terenu. Prvakom je postala momčad koja je skupila najviše bodova u skupini za prvaka (za pobjedu su se dodjeljivala dva boda, za poraz nijedan, dok se u slučaju neriješenog rezultata izvodilo se izvođenje jedanaesteraca pri čemu je pobjedniku iz raspucavanja pripadao jedan bod).
Pravila koje su određivala poredak na ljestvici su bila: 1) broj osvojenih bodova, 2) omjer u međusobnim susretima, 3) gol-razlika, 4) veći broj postignutih golova, 5) baraž

## Formiranje lige
U obzir ulazi 17 najbolje plasiranih iz prethodne sezone (prekinuti susret između Sarajeva i Dinama na poluvremenu pri rezultatu 1:0 prvo je registriran 0:3, pa je novi susret odigran 31. kolovoza i Sarajevo je slavilo 1:0. U takvim okolnostima FSJ je odlučio da 17. Velež ne ispada u niži rang, već da se Liga poveća na 19 članova.) plus dva prva u jedinstvenoj Drugoj saveznoj ligi 1989./90.
- Iz Prve savezne lige natjecali su se Crvena zvezda, Dinamo Zagreb, Hajduk Split, Partizan, Rad Beograd, Rijeka, Željezničar, Olimpija Ljubljana, Sloboda Tuzla, Budućnost, Vojvodina, Spartak Subotica, Sarajevo, Borac Banja Luka, Radnički Niš, Osijek i Velež Mostar
- Iz Druge savezne lige: Zemun i Proleter Zrenjanin

## Sudionici
| Slovenija       | Hrvatska                                    | Bosna i Hercegovina                                                 | Srbija                                        | Srbija                                                              | Srbija  | Crna Gora       | Makedonija |
| Slovenija       | Hrvatska                                    | Bosna i Hercegovina                                                 | Vojvodina                                     | Središnja Srbija                                                    | Kosovo  | Crna Gora       | Makedonija |
| --------------- | ------------------------------------------- | ------------------------------------------------------------------- | --------------------------------------------- | ------------------------------------------------------------------- | ------- | --------------- | ---------- |
| - Olimpija (LJ) | - Dinamo (Z) - Hajduk (S) - Osijek - Rijeka | - Borac (BL) - Sarajevo - Sloboda (T) - Velež (M) - Željezničar (S) | - Proleter (Z) - Spartak (S) - Vojvodina (NS) | - Crvena zvezda (B) - Partizan (B) - Rad (B) - Radnički Niš - Zemun | - nitko | - Budućnost (T) | - nitko    |

- FK Borac, Banja Luka
- FK Budućnost, Titograd
- FK Crvena zvezda, Beograd
- NK Dinamo Zagreb, Zagreb
- NK Hajduk, Split
- NK Olimpija, Ljubljana
- NK Osijek, Osijek
- FK Partizan, Beograd
- FK Proleter, Zrenjanin
- FK Rad, Beograd
- FK Radnički Niš, Niš
- NK Rijeka, Rijeka
- FK Sarajevo, Sarajevo
- FK Sloboda, Tuzla
- FK Spartak, Subotica
- FK Velež, Mostar
- FK Vojvodina, Novi Sad
- FK Zemun, Zemun
- FK Željezničar, Sarajevo

## Pregled sezone

### Etnički motivirana nasilna invazija terena
Sezona je obilježena velikim politički i etnički motiviranim incidentom tijekom utakmice Hajduk Split – FK Partizan u srijedu, 26. rujna 1990. na stadionu Poljud, kada je skupina navijača Hajduka upala na igralište tijekom drugog poluvremena s namjerom da linčuju igrače Partizana. Svi igrači Partizana uspjeli su pobjeći u svlačionicu i tako su prošli neozlijeđeni. Uzvikujući antisrpske slogane, masa navijača je zatim zapalila jugoslavensku zastavu koja je bila istaknuta na službenom jarbolu stadiona. Potom su podigli hrvatsku šahovnicu). Partizan je u trenutku incidenta vodio 0:2 golom Milana Đurđevića. Utakmica više nije nastavljena i na kraju je završena rezultatom 0:3 u korist Partizana.

### Vječiti derbi: neredi Crvena zvezda – Partizan
U subotu, 27. travnja 1991., samo tri dana nakon što je ušao u finale Europskog kupa prošavši protiv favoriziranog Bayern Münchena izvukavši težak domaći remi u uzvratu polufinala pred 90.000 navijača, vodeća Crvena zvezda ugostila je svoj zahuktali gradski rival FK Partizan u 88. ligaškom izdanju Večitog derbija. Nakon prvog poluvremena odigranog pred oko 35.000 gledatelja, na kraju kojeg je Zvezda vodila 3:1, utakmica je početkom drugog poluvremena prekinuta na 10 minuta zbog nereda Grobara koji su s južne tribine stadiona Marakana zasuli teren i atletsku stazu građevinskim materijalom koji se nalazio ispred tribine.
Utakmica je nastavljena prije nego što je prekinuta još nekoliko puta tijekom drugog poluvremena zbog nastavka nereda Partizanovih ultrasa unatoč pojačanoj prisutnosti policije oko južne tribine, pa čak i, u jednom trenutku, molbama Partizanovog napadača Predraga Mijatovića koje je uputio glavni trener Miloš Milutinović u pokušaju da ih smiri. Utakmica je završila rezultatom 3:1 za Zvezdu.

### Optužbe za namještanje utakmica Dinama protiv Crvene zvezde
U subotu 18. svibnja 1991. zagrebački Dinamo je na stadionu Maksimir ugostio beogradsku Crvenu zvezdu. Utakmica nije bila od natjecateljske važnosti jer je Zvezda već bila osvojila naslov prvaka pripremajući se desetak dana kasnije za put u Bari na finale Kupa prvaka, dok je Dinamo učvrstio drugo mjesto koje je osiguralo plasman u Kup UEFA. Međutim, utakmica je ipak nosila dozu napetosti zbog sučeljavanja hrvatske protiv srpske strane u vrijeme kada su se u Socijalističkoj Republici Hrvatskoj počeli odvijati etnički sukobi, neki od njih smrtonosni. Naime, ovo je bio prvi put da su se dvije momčadi susrele na Maksimiru nakon nereda na tribinama Dinamo – Crvena zvezda prošle sezone, a ta je utakmica prekinuta.
Ovaj put utakmica je počela prema rasporedu i završila bez prekida, s Crvenom zvezdom koja je vodila 0:2 prije nego što je Dinamo preokrenuo rezultat na 3:2 u nastavku. Međutim, više od 20 godina kasnije pojavile su se tvrdnje da je utakmica bila namještena.
Govoreći za magazin Globus u rujnu 2012., Robert Prosinečki, veznjak Crvene zvezde tijekom 1991., rekao je da je njegova momčad taj dan pustila Dinamo da pobijedi.
Ponukan tvrdnjama Prosinečkog, Ljupko Petrović, trener Crvene zvezde 1991., izjavio je da su politički krugovi utjecali na to da Zvezda bude poražena.

### Kraj sezone
Na kraju sezone hrvatska i slovenska momčad povukle su se iz natjecanja nakon proglašenja neovisnosti svojih republika.
Nakon ovih prebjega, ispadanja su poništena (bila bi posljednja tri na ljestvici: Spartak Subotica, Sloboda Tuzla i Budućnost) i 4 momčadi su promovirane iz Druge savezne lige da bi se popis vratio na 18 momčadi.
Proleter i Borac završavaju s bodovno izjednačenim pozicijama, četvrto mjesto pripalo je prvoplasiranima zahvaljujući prednosti u međusobnim duelima: 3:0 u Zrenjaninu i 0:2 u Banja Luci. Četvrto i peto mjesto vrijedilo je za sudjelovanje u Intertoto kupu, odnosno Mitropa kupu; ali, dok je Borac mogao sudjelovati u Mitropa kupu 1992., Proleter se nije uspio na vrijeme organizirati za sudjelovanje u Intertotu.

## Ljestvica
| mj.     | klub               | ut. | pob. | ner. | por. | gol+ | gol- | gr  | bod | Sezona 1991./92.              |
| ------- | ------------------ | --- | ---- | ---- | ---- | ---- | ---- | --- | --- | ----------------------------- |
| 1.      | Crvena zvezda      | 36  | 25   | 4−2  | 5    | 88   | 35   | +53 | 54  | Prva savezna liga Jugoslavije |
| 2.      | Dinamo Zagreb      | 36  | 20   | 6−4  | 6    | 72   | 36   | +36 | 46  | Prva HNL                      |
| 3.      | Partizan           | 36  | 18   | 5−3  | 10   | 62   | 36   | +26 | 41  | Prva savezna liga Jugoslavije |
| 4.      | Proleter Zrenjanin | 36  | 17   | 1−3  | 15   | 50   | 49   | +1  | 35  | Prva savezna liga Jugoslavije |
| 5.      | Borac Banja Luka   | 36  | 14   | 7−4  | 11   | 42   | 38   | +4  | 35  | Prva savezna liga Jugoslavije |
| 6.      | Hajduk Split       | 36  | 15   | 3−6  | 12   | 49   | 38   | +11 | 33  | Prva HNL                      |
| 7.      | Vojvodina          | 36  | 14   | 5−4  | 13   | 47   | 52   | −5  | 33  | Prva savezna liga Jugoslavije |
| 8.      | Rad Beograd        | 36  | 14   | 4−3  | 15   | 42   | 34   | +8  | 32  | Prva savezna liga Jugoslavije |
| 9.      | Osijek             | 36  | 14   | 4−2  | 16   | 52   | 57   | −5  | 32  | Prva HNL                      |
| 10.     | Radnički Niš       | 36  | 14   | 4−1  | 17   | 35   | 49   | −14 | 32  | Prva savezna liga Jugoslavije |
| 11.     | Sarajevo           | 36  | 13   | 5−5  | 13   | 37   | 48   | −11 | 31  | Prva savezna liga Jugoslavije |
| 12.     | Velež Mostar       | 36  | 12   | 6−4  | 14   | 54   | 55   | −1  | 30  | Prva savezna liga Jugoslavije |
| 13.     | Zemun              | 36  | 12   | 6−4  | 14   | 40   | 53   | −13 | 30  | Prva savezna liga Jugoslavije |
| 14.     | Olimpija Ljubljana | 36  | 14   | 2−1  | 19   | 41   | 59   | −18 | 30  | Prva SNL                      |
| 15.     | Rijeka             | 36  | 13   | 3−7  | 13   | 33   | 25   | +8  | 29  | Prva HNL                      |
| 16.     | Željezničar        | 36  | 11   | 7−6  | 12   | 35   | 41   | −6  | 29  | Prva savezna liga Jugoslavije |
| 17.     | Budućnost          | 36  | 13   | 2−4  | 17   | 43   | 48   | −5  | 28  | Prva savezna liga Jugoslavije |
| 18.     | Sloboda Tuzla      | 36  | 11   | 1−6  | 18   | 36   | 56   | −20 | 23  | Prva savezna liga Jugoslavije |
| 19.     | Spartak Subotica   | 36  | 1    | 2−8  | 25   | 25   | 74   | −49 | 4   | Prva savezna liga Jugoslavije |
|         |                    |     |      |      |      |      |      |     |     |                               |
| Izvori: |                    |     |      |      |      |      |      |     |     |                               |

|  | Crvena zvezda je prvak Jugoslavije i plasirala se na Kup prvaka 1991./92.                                  |
|  | Dinamo Zagreb i Partizan plasirali su se na Kup UEFA 1991./92.                                             |
|  | Hajduk Split osvaja Kup Jugoslavije i plasirao na Europski kup pobjednika kupova 1991./92.                 |
|  | Budućnost, Sloboda Tuzla i Spartak Subotica ispali su u Drugu saveznu ligu Ispadanje je naknadno poništeno |

## Rezultati
| 1990./91. | 1990./91.          | C.Z       | DIN       | PAR       | PRO       | BBL         | HAJ       | VOJ       | R.B       | OSI       | R.N       | SAR       | VEL       | ZEM       | OLI       | RIJ       | ŽEL       | BUD       | SLO       | SPA       |
| 1.        | Crvena zvezda      |           | 3:1       | 3:1       | 1:2       | 2:0         | 1:0       | 2:1       | 2:0       | 5:1       | 6:0       | 4:1       | 2:0       | 5:1       | 2:1       | 2:1       | 3:1       | 4:1       | 4:3       | 4:0       |
| 2.        | Dinamo Zagreb      | 3:2       |           | 0:0 (4:3) | 4:1       | 2:1         | 1:1 (4:3) | 2:2 (7:6) | 2:1       | 1:1 (5:6) | 2:0       | 8:1       | 2:1       | 2:0       | 3:0       | 3:1       | 2:1       | 6:0       | 3:1       | 3:1       |
| 3.        | Partizan           | 1:1 (3:5) | 2:1       |           | 0:2       | 2:2 (4:3)   | 4:0       | 3:0       | 0:0 (5:4) | 4:0       | 3:1       | 2:0       | 5:0       | 4:1       | 1:0       | 1:2       | 3:0       | 2:1       | 3:1       | 1:1 (4:2) |
| 4.        | Proleter Zrenjanin | 0:2       | 3:1       | 2:2 (2:3) |           | 3:0         | 2:3       | 1:1 (7:6) | 2:1       | 2:0       | 1:0       | 5:0       | 3:2       | 2:0       | 1:1 (4:5) | 2:1       | 3:0       | 2:1       | 2:0       | 0:1       |
| 5.        | Borac Banja Luka   | 2:2 (6:5) | 1:1 (6:5) | 0:0 (3:4) | 2:0       |             | 0:2       | 1:0       | 2:1       | 3:0       | 0:2       | 3:0       | 1:0       | 2:0       | 2:0       | 0:0 (4:3) | 2:1       | 3:1       | 3:2       | 2:0       |
| 6.        | Hajduk Split       | 1:1 (3:5) | 1:2       | 0:3       | 3:0       | 1:1 (3:4)   |           | 1:1 (2:4) | 4:2       | 3:0       | 3:0       | 2:0       | 1:1 (3:1) | 2:1       | 2:0       | 1:1 (5:6) | 1:1 (4:2) | 1:0       | 1:0       | 3:0       |
| 7.        | Vojvodina          | 1:1 (4:5) | 3:1       | 1:2       | 0:0 (4:2) | 1:1 (7:6)   | 0:2       |           | 2:1       | 1:0       | 1:0       | 4:3       | 1:1 (2:4) | 4:3       | 4:3       | 1:1 (4:2) | 0:0 (4:3) | 2:0       | 2:0       | 3:0       |
| 8.        | Rad Beograd        | 0:1       | 0:2       | 2:1       | 0:1       | 1:0         | 1:0       | 2:0       |           | 4:0       | 1:0       | 0:0 (4:5) | 1:0       | 2:1       | 2:0       | 0:1       | 2:0       | 1:1 (3:2) | 3:0       | 2:1       |
| 9.        | Osijek             | 2:0       | 2:1       | 3:2       | 4:1       | 2:0         | 0:1       | 3:1       | 0:3       |           | 2:1       | 1:0       | 2:1       | 4:1       | 4:0       | 2:0       | 1:1 (2:1) | 1:1 (3:4) | 1:2       | 5:2       |
| 10.       | Radnički Niš       | 0:4       | 1:1 (5:4) | 0:3       | 2:1       | 2:0         | 1:0       | 3:0       | 0:0 (3:4) | 3:0       |           | 2:0       | 4:2       | 1:0       | 1:2       | 1:0       | 1:0       | 1:0       | 1:1 (5:3) | 2:0       |
| 11.       | Sarajevo           | 3:2       | 0:0 (4:5) | 1:0       | 3:1       | 1:0         | 1:1 (4:2) | 1:0       | 1:1 (2:4) | 2:0       | 3:0       |           | 0:0 (4:3) | 1:0       | 2:0       | 1:0       | 1:1 (2:4) | 1:0       | 0:0 (6:5) | 4:1       |
| 12.       | Velež Mostar       | 3:3 (5:3) | 1:2       | 0:1       | 5:2       | 2:4         | 4:3       | 0:1       | 3:2       | 1:0       | 2:0       | 0:0 (5:4) |           | 2:2 (4:5) | 3:1       | 1:0       | 1:1 (3:4) | 2:0       | 1:0       | 5:2       |
| 13.       | Zemun              | 1:3       | 1:1 (6:7) | 2:2 (4:2) | 1:0       | 1:0         | 1:0       | 2:1       | 2:1       | 2:1       | 2:2 (2:4) | 1:0       | 3:3 (4:5) |           | 2:0       | 0:0 (3:1) | 1:0       | 0:2       | 1:0       | 2:1       |
| 14.       | Olimpija Ljubljana | 0:6       | 1:3       | 0:1       | 1:0       | 1:2         | 2:1       | 4:2       | 1:0       | 1:0       | 1:1 (3:4) | 1:0       | 1:3       | 2:1       |           | 2:1       | 3:0       | 2:1       | 1:3       | 5:0       |
| 15.       | Rijeka             | 0:0 (1:3) | 0:0 (3:1) | 3:0       | 3:0       | 0:0 (9:10)  | 0:0 (1:3) | 3:0       | 0:0 (6:5) | 2:0       | 3:0       | 2:0       | 1:0       | 0:1       | 1:0       |           | 1:1 (1:4) | 1:0       | 0:1       | 3:0       |
| 16.       | Željezničar        | 0:2       | 1:3       | 1:0       | 2:0       | 1:1 (6:5)   | 3:2       | 3:1       | 1:0       | 1:1 (3:2) | 1:0       | 1:1 (4:3) | 1:0       | 1:1 (2:3) | 3:0       | 2:0       |           | 0:0 (1:3) | 1:1 (4:2) | 0:0 (2:3) |
| 17.       | Budućnost          | 2:0       | 1:0       | 2:1       | 1:0       | 3:0         | 1:0       | 0:1       | 1:4       | 1:1 (2:4) | 2:0       | 4:0       | 2:3       | 1:1 (2:4) | 1:1 (2:4) | 2:0       | 1:2       |           | 3:1       | 2:0       |
| 18.       | Sloboda Tuzla      | 0:1       | 0:3       | 3:1       | 1:2       | 0:0 (10:11) | 2:1       | 1:2       | 2:1       | 0:5       | 1:0       | 0:4       | 0:0 (6:7) | 1:1 (4:5) | 0:1       | 1:0       | 1:0       | 2:1       |           | 2:2 (4:2) |
| 19.       | Spartak Subotica   | 1:2       | 0:0 (2:4) | 0:1       | 0:1       | 1:1 (4:5)   | 0:1       | 1:2       | 0:0 (5:6) | 3:3 (1:4) | 1:2       | 1:1 (2:4) | 1:1 (3:4) | 0:0 (5:4) | 0:2       | 0:1       | 1:2       | 2:3       | 1:3       |           |

| 1. kolo 4. 8. 1990. Rad – Sloboda 3:0 (1:0) 5. 8. 1990. Olimpija – Osijek 1:0 (0:0) Proleter – Spartak 0:1 (0:0) Željezničar – Sarajevo 1:1 (0:0) – /4:3/ Rijeka – Zemun 0:1 (0:0) Budućnost – Dinamo 1:0 (1:0) Borac – Partizan 0:0 – /3:4/ Crvena zvezda – Vojvodina 2:1 (1:1) Radnički – Hajduk 1:0 (0:0) Slobodan: Velež Mostar 2. kolo 11. 8. 1990. Zemun – Borac 1:0 (1:0) 12. 8. 1990. Sarajevo – Olimpija 2:0 (2:0) Osijek – Budućnost 1:1 (1:1) – /3:4/ Sloboda – Proleter 1:2 (0:1) Spartak – Radnički 1:2 (0:1) Dinamo – Velež 2:1 (0:0) (u Rijeci) Vojvodina – Partizan 1:2 (0:2) Crvena zvezda – Rad 2:0 (0:0) Hajduk – Željezničar 1:1 (1:0) – /4:2/ Slobodan: Rijeka 3. kolo 18. 8. 1990. Rad – Vojvodina 2:0 (0:0) 19. 8. 1990. Radnički – Sloboda 1:1 (1:1) – /5:3/ Željezničar – Spartak 0:0 – /2:3/ Budućnost – Sarajevo 4:0 (1:0) Velež – Osijek 1:0 (1:0) Rijeka – Dinamo 0:0 – /3:1/ Partizan – Zemun 4:1 (3:0) Proleter – Crvena zvezda 0:2 (0:1) Olimpija – Hajduk 2:1 (2:0) Slobodan: Borac Banja Luka 4. kolo 25. 8. 1990. Rad – Proleter 0:1 (0:0) 26. 8. 1990. Spartak – Olimpija 0:2 (0:0) Sarajevo – Velež 0:0 – /4:3/ Osijek – Rijeka 2:0 (1:0) Vojvodina – Zemun 4:3 (2:2) Dinamo – Borac 2:1 (2:0) Crvena zvezda – Radnički 6:0 (3:0) Budućnost – Hajduk 1:0 (1:0) (promjena domaćina jer je stadion u Splitu bio domaćin Europskog prvenstva u atletici) 7. 7. 1990. Sloboda – Željezničar 1:0 (odgođeno zbog manje nesreće kod Tuzle) Slobodan: Partizan 5. kolo 1. 9. 1990. Partizan – Dinamo 2:1 (2:0) Velež – Hajduk 4:3 (1:1) 2. 9. 1990. Olimpija – Sloboda 1:3 (0:0) Budućnost – Spartak 2:0 (0:0) Proleter – Vojvodina 1:1 (0:0) – /7:6/ Radnički – Rad 0:0 – /3:4/ Rijeka – Sarajevo 2:0 (2:0) Borac – Osijek 3:0 (2:0) Željezničar – Crvena zvezda 0:2 (0:1) Slobodan: Zemun 6. kolo 15. 9. 1990. Dinamo – Zemun 2:0 (1:0) Osijek – Partizan 3:2 (1:0) Crvena zvezda – Olimpija 2:1 (0:0) 16. 9. 1990. Spartak – Velež 1:1 (1:0) – /3:4/ Sloboda – Budućnost 2:1 (0:1) Sarajevo – Borac 1:0 (0:0) Proleter – Radnički 1:0 (1:0) Rad – Željezničar 2:0 (0:0) Hajduk – Rijeka 1:1 (0:1) – /5:6/ Slobodan: Vojvodina 7. kolo 22. 9. 1990. Zemun – Osijek 2:1 (0:0) 23. 9. 1990. Velež – Sloboda 1:0 (1:0) Rijeka – Spartak 3:0 (2:0) Radnički – Vojvodina 3:0 (2:0) Željezničar – Proleter 2:0 (1:0) Olimpija – Rad 1:0 (1:0) Partizan – Sarajevo 2:0 (1:0) Borac – Hajduk 0:2 (0:0) Budućnost – Crvena zvezda 2:0 (2:0) Slobodan: Dinamo Zagreb 8. kolo 25. 9. 1990. Rad – Budućnost 1:1 – /3:2/ 26. 9. 1990. Spartak – Borac 1:1 – /4:5/ Sloboda – Rijeka 1:0 Radnički – Željezničar 1:0 Proleter – Olimpija 1:1 – /4:5/ Sarajevo – Zemun 1:0 Vojvodina – Dinamo 3:1 Crvena zvezda – Velež 2:0 (1:0) Hajduk – Partizan 0:3 (par forfe: utakmica prekinuta u 73. minuti zbog upada Torcide na teren pri rezultatu 0:2 za Partizan) Slobodan: Osijek 9. kolo 29. 9. 1990. Dinamo – Osijek 1:1 (0:0) – /5:6/ Zemun – Hajduk 1:0 (1:0) Rijeka – Crvena zvezda 0:0 – /1:3/ 30. 9. 1990. Olimpija – Radnički 1:1 (0:1) – /3:4/ Budućnost – Proleter 1:0 (1:0) Željezničar – Vojvodina 3:1 (2:0) Velež – Rad 3:2 (1:1) Borac – Sloboda 3:2 (3:1) Partizan – Spartak 1:1 (0:0) – /4:2/ Slobodan: Sarajevo 10. kolo 6. 10. 1990. Rad – Rijeka 0:1 (0:0) 7. 10. 1990. Željezničar – Olimpija 3:0 (2:0) Proleter – Velež 3:2 (2:1) Vojvodina – Osijek 1:0 (1:0) Radnički – Budućnost 1:0 (1:0) Spartak – Zemun 0:0 – /5:4/ Sarajevo – Dinamo 0:0 – /4:5/ Sloboda – Partizan 3:1 (1:1) Crvena zvezda – Borac 2:0 (1:0) Slobodan: Hajduk Split 11. kolo 13. 10. 1990. Dinamo – Hajduk 1:1 (1:1) – /4:3/ Partizan – Crvena zvezda 1:1 (1:0) – /3:5/ 14. 10. 1990. Budućnost – Željezničar 1:2 (0:1) Olimpija – Vojvodina 4:2 (1:2) Rijeka – Proleter 3:0 (1:0) Osijek – Sarajevo 1:0 (0:0) Velež – Radnički 2:0 (0:0) Borac – Rad 2:1 (0:1) Zemun – Sloboda 1:0 (0:0) Slobodan: Spartak Subotica 12. kolo 20. 10. 1990. Rad – Partizan 2:1 (2:1) 21. 10. 1990. Crvena zvezda – Zemun 5:1 (1:1) Radnički – Rijeka 1:0 (0:0) Željezničar – Velež 1:0 (1:0) Olimpija – Budućnost 2:1 (1:0) Vojvodina – Sarajevo 4:3 (2:1) Proleter – Borac 3:0 (1:0) Spartak – Dinamo 0:0 – /2:4/ 22. 10. 1990. Hajduk – Osijek 3:0 (0:0) (u Varaždinu) Slobodan: Sloboda Tuzla 13. kolo 3. 11. 1990. Partizan – Proleter 0:2 (0:1) 4. 11. 1990. Rijeka – Željezničar 1:1 (1:0) – /1:4/ Velež – Olimpija 3:1 (2:0) Budućnost – Vojvodina 0:1 (0:1) Osijek – Spartak 5:2 (3:1). Borac – Radnički 0:2 (0:2) Zemun – Rad 2:1 (1:0) Dinamo – Sloboda 3:1 (0:1) Sarajevo – Hajduk 1:1 (0:0) – /4:2/ Slobodan: Crvena zvezda 14. kolo 18. 11. 1990. Spartak – Sarajevo 1:1 (0:0) – /2:4/ Olimpija – Rijeka 2:1 (1:1) Budućnost – Velež 2:3 (1:1) Sloboda – Osijek 0:5 (0:4) Proleter – Zemun 2:0 (1:0) Željezničar – Borac 1:1 (0:1) – /6:5/ Crvena zvezda – Dinamo 3:1 (2:0) Radnički – Partizan 0:3 (0:1) Vojvodina – Hajduk 0:2 (0:1) Slobodan: Rad Beograd 15. kolo 24. 11. 1990. Partizan – Željezničar 3:0 (0:0) Hajduk – Spartak 3:0 (2:0) (u Dubrovniku) 25. 11. 1990. Sarajevo – Sloboda 0:0 – /6:5/ Velež – Vojvodina 0:1 (0:1) Rijeka – Budućnost 1:0 (0:0) Borac – Olimpija 2:0 (2:0) Zemun – Radnički 2:2 (1:2) – /2:4/ Dinamo – Rad 2:1 (0:0) Osijek – Crvena zvezda 2:0 (2:0) Slobodan: Proleter Zrenjanin 16. kolo 1. 12. 1990. Rad – Osijek 4:0 (2:0) 2. 12. 1990. Željezničar – Zemun 1:1 (1:0) – /2:3/ Budućnost – Borac 3:0 (2:0) Velež – Rijeka 1:0 (1:0) Vojvodina – Spartak 3:0 (1:0) Proleter – Dinamo 3:1 (1:0) Olimpija – Partizan 0:1 (0:0) Sloboda – Hajduk 2:1 (1:0) Crvena zvezda – Sarajevo 4:1 (2:1) Slobodan: Radnički Niš 17. kolo 4. 12. 1990. Zemun – Olimpija 2:0 (2:0) 5. 12. 1990. Spartak – Sloboda 1:3 (0:2). Osijek – Proleter 4:1 (4:0) Rijeka – Vojvodina 3:0 (2:0) Borac – Velež 1:0 (1:0) Sarajevo – Rad 1:1 (0:0) – /2:4/ Dinamo – Radnički 2:0 (1:0) Partizan – Budućnost 2:1 (0:0) 19. 12. 1990. Hajduk – Crvena zvezda 1:1 (1:1) – /3:5/ (odgođeno jer je Hajduk dobio zabranu 4 utakmice izvan domaćeg terena, tako da se ovaj derbi mogao igrati nakon što klub odslužio svoju kaznu) Slobodan: Željezničar 18. kolo 8. 12. 1990. Rad – Hajduk 1:0 (0:0) Velež – Partizan 0:1 (0:0) 9. 12. 1990. Vojvodina – Sloboda 2:0 (1:0) Budućnost – Zemun 1:1 (0:1) – /2:4/ Rijeka – Borac 0:0 – /9:10/ Radnički – Osijek 3:0 (2:0) Proleter – Sarajevo 5:0 (3:0) Željezničar – Dinamo 1:3 (0:2) Crvena zvezda – Spartak 4:0 (3:0) Slobodan: Olimpija Ljubljana 19. kolo 15. 12. 1990. Hajduk – Proleter 3:0 (3:0) (u Dubrovniku) Zemun – Velež 3:3 (2:1) – /4:5/ 16. 12. 1990. Spartak – Rad 0:0 – /5:6/ Borac – Vojvodina 1:0 (0:0) Osijek – Željezničar 1:1 (0:0) – /2:1/ Sarajevo – Radnički 3:0 (2:0) Dinamo – Olimpija 3:0 (0:0) Partizan – Rijeka 1:2 (1:1) Sloboda – Crvena zvezda 0:1 (0:0) Slobodan: Budućnost | 20. kolo 16. 2. 1991. Zemun – Rijeka 0:0 – /3:1/ 17. 2. 1991. Osijek – Olimpija 4:0 Spartak – Proleter 0:1 Sarajevo – Željezničar 1:1 – /2:4/ Sloboda – Rad 2:1 Dinamo – Budućnost 6:0 Vojvodina – Crvena zvezda 1:1 (1:1) – /4:5/ Partizan – Borac 2:2 – /4:3/ Hajduk – Radnički 3:0 Slobodan: Velež Mostar 21. kolo 23. 2. 1991. Rad – Crvena zvezda 0:1 (0:0) 24. 2. 1991. Olimpija – Sarajevo 1:0 (1:0) Budućnost – Osijek 1:1 (0:0) – /2:4/ Proleter – Sloboda 2:0 Radnički – Spartak 2:0 (1:0) Borac – Zemun 2:0 (1:0) Velež – Dinamo 1:2 (1:0) Partizan – Vojvodina 3:0 (1:0) 6. 3. 1991. Željezničar – Hajduk 3:2 (odgođeno zbog snijega i zaleđenog terena) Slobodan: Rijeka 22. kolo 2. 3. 1991. Crvena zvezda – Proleter 1:2 (1:1) 3. 3. 1991. Sloboda – Radnički 1:0 Spartak – Željezničar 1:2 Sarajevo – Budućnost 1:0 Osijek – Velež 2:1 Vojvodina – Rad 2:1 (1:0) Dinamo – Rijeka 3:1 Zemun – Partizan 2:2 – /4:2/ Hajduk – Olimpija 2:0 (0:0) Slobodan: Borac Banja Luka 23. kolo 9. 3. 1991. Proleter – Rad 2:1 10. 3. 1991. Olimpija – Spartak 5:0 Velež – Sarajevo 0:0 – /5:4/ Željezničar – Sloboda 1:1 – /4:2/ Rijeka – Osijek 2:0 Zemun – Vojvodina 2:1 Borac – Dinamo 1:1 – /6:5/ Radnički – Crvena zvezda 0:4 (0:2) Hajduk – Budućnost 1:0 Slobodan: Partizan 24. kolo 16. 3. 1991. Crvena zvezda – Željezničar 3:1 (2:1) 17. 3. 1991. Osijek – Borac 2:0 Sloboda – Olimpija 0:1 Spartak – Budućnost 2:3 Vojvodina – Proleter 0:0 – /4:2/ Rad – Radnički 1:0 Sarajevo – Rijeka 1:0 Dinamo – Partizan 0:0 – /4:3/ Hajduk – Velež 1:1 – /3:1/ Slobodan: Zemun 25. kolo 22. 3. 1991. Zemun – Dinamo 1:1 – /6:7/ 23. 3. 1991. Olimpija – Crvena zvezda 0:6 (0:1) Partizan – Osijek 4:0 Rijeka – Hajduk 0:0 – /1:3/ Radnički – Proleter 2:1 Velež – Spartak 5:2 Budućnost – Sloboda 3:1 Borac – Sarajevo 3:0 Željezničar – Rad 1:0 Slobodan: Vojvodina 26. kolo 30. 3. 1991. Rad – Olimpija 2:0 31. 3. 1991. Sloboda – Velež 0:0 – /6:7/ Spartak – Rijeka 0:1 Vojvodina – Radnički 1:0 Proleter – Željezničar 3:0 Osijek – Zemun 4:1 Crvena zvezda – Budućnost 4:1 (1:1) Sarajevo – Partizan 1:0 Hajduk – Borac 1:1 – /3:4/ Slobodan: Dinamo Zagreb 27. kolo 6. 4. 1991. Velež – Crvena zvezda 3:3 (2:1) – /5:3/ Zemun – Sarajevo 1:0 Budućnost – Rad 1:4 7. 4. 1991. Borac – Spartak 2:0 Rijeka – Sloboda 0:1 Željezničar – Radnički 1:0 Olimpija – Proleter 1:0 Dinamo – Vojvodina 2:2 – /7:6/ Partizan – Hajduk 4:0 (1:0) Slobodan: Osijek 28. kolo 13. 4. 1991. Hajduk – Zemun 2:1 Rad – Velež 1:0 14. 4. 1991. Radnički – Olimpija 1:2 Proleter – Budućnost 2:1 Vojvodina – Željezničar 0:0 – /4:3/ Sloboda – Borac 0:0 – /10:11/ Osijek – Dinamo 2:1 Crvena zvezda – Rijeka 2:1 (1:0) Spartak – Partizan 0:1 Slobodan: Sarajevo 29. kolo 20. 4. 1991. Borac – Crvena zvezda 2:2 (0:1) – /6:5/ Zemun – Spartak 2:1 Budućnost – Radnički 2:0 21. 4. 1991. Olimpija – Željezničar 3:0 Velež – Proleter 5:2 Osijek – Vojvodina 3:1 Rijeka – Rad 0:0 – /6:5/ Dinamo – Sarajevo 8:1 Partizan – Sloboda 3:1 Slobodan: Hajduk Split 30. kolo 26. 4. 1991. Sarajevo – Osijek 2:0 27. 4. 1991. Hajduk – Dinamo 1:2 Crvena zvezda – Partizan 3:1 (3:1) Proleter – Rijeka 2:1 Rad – Borac 1:0 Vojvodina – Olimpija 4:3 Radnički – Velež 4:2 Željezničar – Budućnost 0:0 – /1:3/ Sloboda – Zemun 1:1 – /4:5/ Slobodan: Spartak Subotica 31. kolo 4. 5. 1991. Zemun – Crvena zvezda 1:3 (0:1) 5. 5. 1991. Rijeka – Radnički 3:0 (1:0) Velež – Željezničar 1:1 (1:0) – /3:4/ Budućnost – Olimpija 1:1 (1:0) – /2:4/ Sarajevo – Vojvodina 1:0 (0:0) Borac – Proleter 2:0 (1:0) Dinamo – Spartak 3:1 (1:0) Partizan – Rad 0:0 – /5:4/ 29. 5. 1991. Osijek – Hajduk 0:1 (odgođeno zbog pucnjave u Borovu Selu) Slobodan: Sloboda Tuzla 32. kolo 11. 5. 1991. Željezničar – Rijeka 2:0 Olimpija – Velež 1:3 Vojvodina – Budućnost 2:0 (0:0) Spartak – Osijek 3:3 – /1:4/ Radnički – Borac 2:0 Rad – Zemun 2:1 Sloboda – Dinamo 0:3 Proleter – Partizan 2:2 – /2:3/ Hajduk – Sarajevo 2:0 Slobodan: Crvena zvezda 33. kolo 18. 5. 1991. Dinamo – Crvena zvezda 3:2 (2:2) Zemun – Proleter 1:0 19. 5. 1991. Sarajevo – Spartak 4:1 Rijeka – Olimpija 1:0 Velež – Budućnost 2:0 Osijek – Sloboda 1:2 Borac – Željezničar 2:1 Partizan – Radnički 3:1 (2:1) Hajduk – Vojvodina 1:1 (1:1) – /2:4/ Slobodan: Rad Beograd 34. kolo 22. 5. 1991. Crvena zvezda – Osijek 5:1 (2:1) (utakmica odigrana ranije jer je Crvena zvezda igrala finale Kupa prvaka) 26. 5. 1991. Sloboda – Sarajevo 0:4 Vojvodina – Velež 1:1 – /2:4/ Budućnost – Rijeka 2:0 Olimpija – Borac 1:2 Radnički – Zemun 1:0 Željezničar – Partizan 1:0 Spartak – Hajduk 0:1 Rad – Dinamo 0:2 Slobodan: Proleter Zrenjanin 35. kolo 1. 6. 1991. Zemun – Željezničar 1:0 2. 6. 1991. Borac – Budućnost 3:1 Rijeka – Velež 1:0 Spartak – Vojvodina 1:2 Dinamo – Proleter 4:1 Sarajevo – Crvena zvezda 3:2 (2:1) Partizan – Olimpija 1:0 Hajduk – Sloboda 1:0 12. 6. 1991. Osijek – Rad 0:3 (odgođeno jer je Rad igrao u Mitropa kupu) Slobodan: Radnički Niš 36. kolo 5. 6. 1991. Sloboda – Spartak 2:2 – /4:2/ Proleter – Osijek 2:0 Vojvodina – Rijeka 1:1 – /4:2/ Velež – Borac 2:4 Olimpija – Zemun 2:1 Radnički – Dinamo 1:1 – /5:4/ Crvena zvezda – Hajduk 1:0 (0:0) Budućnost – Partizan 2:1 6. 6. 1991. Rad – Sarajevo 0:0 – /4:5/ Slobodan: Željezničar 37. kolo 9. 6. 1991. Sloboda – Vojvodina 1:2 Zemun – Budućnost 0:2 Borac – Rijeka 0:0 – /4:3/ Osijek – Radnički 2:1 Sarajevo – Proleter 3:1 Dinamo – Željezničar 2:1 Spartak – Crvena zvezda 1:2 (1:1) Partizan – Velež 5:0 Hajduk – Rad 4:2 Slobodan: Olimpija Ljubljana 38. kolo 15. 6. 1991. Crvena zvezda – Sloboda 4:3 (2:1) 16. 6. 1991. Rad – Spartak 2:1 Vojvodina – Borac 1:1 – /7:6/ Velež – Zemun 2:2 – /4:5/ Željezničar – Osijek 1:1 – /3:2/ Radnički – Sarajevo 2:0 Olimpija – Dinamo 1:3 Rijeka – Partizan 3:0 Proleter – Hajduk 2:3 Slobodan: Budućnost |

## Prvaci
FK Crvena zvezda
trener: Ljupko Petrović
Igrači (odigrao utakmica/postigao pogodaka):

Vlada Stošić (35/4)
Miodrag Belodedić (34/1)
Stevan Stojanović (33/0)
Darko Pančev (32/34)
Vladimir Jugović (32/7)
Ilija Najdovski (32/2)
Duško Radinović (30/0)
Robert Prosinečki (29/12)
Dragiša Binić (27/14)
Slobodan Marović (27/1)
Refik Šabanadžović (26/0)
Dejan Savićević (25/8)
Siniša Mihajlović (14/1) prešao iz FK Vojvodina u siječnju 1991.
Ivica Momčilović (13/0)
Rade Tošić (11/0)
Ljubiša Milojević (8/1)
Goran Jurić (8/0)
Goran Vasilijević (7/0)
Dejan Joksimović (5/0)
Ivan Adžić (4/1)
Vladan Lukić (4/1)
Enes Bešić (3/0)
Milić Jovanović (3/0)
Slaviša Čula (2/0)
Duško Savić (2/0)
Đorđe Aćimović (1/0)
Aleksandar Ilić (1/0)
Mitar Mrkela (1/0)
Milorad Ratković (1/0)

Izvori:

## Statistika

### Ljestvica strijelaca
| Pl. | Ime               | Klub             | Pogodaka |
| --- | ----------------- | ---------------- | -------- |
| 1.  | Darko Pančev      | Crvena zvezda    | 34       |
| 2.  | Davor Šuker       | Dinamo Zagreb    | 22       |
| 3.  | Zvonimir Boban    | Dinamo Zagreb    | 15       |
| 4.  | Predrag Mijatović | Partizan         | 14       |
| 4.  | Ljubomir Vorkapić | Vojvodina        | 14       |
| 6.  | Dragiša Binić     | Crvena zvezda    | 13       |
| 6.  | Anto Drobnjak     | Budućnost        | 13       |
| 6.  | Meho Kodro        | Velež Mostar     | 13       |
| 9.  | Vladimir Gudelj   | Velež            | 12       |
| 10. | Zoran Kuntić      | Spartak Subotica | 11       |
| 10. | Robert Prosinečki | Crvena zvezda    | 11       |
| 10. | Zoran Slišković   | Željezničar      | 11       |
| 10. | Goran Vlaović     | Osijek           | 11       |

## Poveznice
- Druga savezna liga 1990./91.
- Međurepubličke lige 1990./91.
- Kup maršala Tita 1990./91.

## Vanjske poveznice
- Tempo almanah 1990-1991
- www.historical-lineups.com
  - Godišnjak
  - Klubovi
- Eu-football.info